# Aphanocalyx hedinii
Aphanocalyx hedinii là một loài thực vật có hoa trong họ Đậu. Loài này được (A.Chev.) Wieringa miêu tả khoa học đầu tiên.